# Liubeaz, Liubeșiv
Liubeaz (în ucraineană Люб`язь) este o comună în raionul Liubeșiv, regiunea Volînia, Ucraina, formată numai din satul de reședință.

## Demografie
Componența lingvistică a satului Liubeaz
     Ucraineană (99,62%)
     Alte limbi (0,28%)
Conform recensământului din 2001, majoritatea populației satului Liubeaz era vorbitoare de ucraineană (99,62%), existând în minoritate și vorbitori de alte limbi.